# Sunrise (Uriah Heep)
Sunrise è un noto brano musicale del gruppo britannico Uriah Heep, inclusa nell'album The Magician's Birthday. La canzone è stata scritta da Ken Hensley e cantata da David Byron. La canzone è considerata uno dei classici del gruppo ed è diventata famosa anche per le sue esecuzioni dal vivo alla fine del 1972 e nel 1973. È stata inclusa, come traccia di apertura, nel primo album dal vivo della band, Uriah Heep Live, nel 1973. La canzone è stata registrata e mixata ai Lansdowne Studios di Londra nel settembre 1972 e pubblicata nel novembre dello stesso anno. La canzone è anche il lato B del singolo Spider Woman.

## Formazione
- David Byron - voce
- Mick Box - chitarra
- Ken Hensley - tastiera
- Gary Thain - basso
- Lee Kerslake - batteria